# 1935 au Maroc
Chronologie du Maroc
- 1931
- 1932
- 1933
- 1934
- 1935
- 1936
- 1937
- 1938
- 1939

Cet article présente les faits marquants de l'année 1935 au Maroc ou relatifs au Maroc.

## Événements
- Rallye automobile du Maroc dont l'arrivée se fait à Casablanca[1].

## Naissances en 1935
- 27 avril : Sady Rebbot, acteur français, spécialisé dans le doublage († 12 octobre 1994).
- 4 mai : Med Hondo, acteur et réalisateur franco-mauritanien († 2 mars 2019).